# جون هولم (لاعب كريكت)
جون هولم (13 نوفمبر 1950 - ) (بالإنجليزية: John Hulme)‏ هو لاعب كريكت بريطاني.